# Antonios Pepanos
Antonios Pepanos (græsk: Αντώνιος Πέπανος; født 1866) var en græsk svømmer, som deltog i de første moderne olympiske lege 1896 i Athen.
Pepanos var tilmeldt to discipliner, men stillede ikke op i 1.200 m fri. I 500 meter fristil, hvor kun tre af de næsten fyrre tilmeldte stillede op, blev han nummer to med tiden, 9.57,6 minutter, langt efter vinderen Paul Neumann fra Østrig, som svømmede på 8.12,6. Den tredje, der gennemførte løbet i havet i den Saroniske Bugt ud for Piræus, var grækeren Efstathios Khorafas, hvis tid ikke kendes.